# Wiktorija Roschtschyna
Wiktorija Wolodymyriwna Roschtschyna (ukrainisch Вікторія Володимирівна Рощина; * 6. Oktober 1996; † 19. September 2024) war eine ukrainische Journalistin, die über den Krieg in der Ukraine, insbesondere die Belagerung von Mariupol, berichtete. Für ihre lebensgefährlichen Einsätze wurde sie 2022 von der International Women's Media Foundation mit einem Preis ausgezeichnet. Roschtschyna wurde in russischer Gefangenschaft gefoltert und ermordet.

## Leben und Arbeit
Viktoria Roschtschyna wuchs mit ihrer Mutter, ihrem Vater und einer jüngeren Schwester in der ukrainischen Stadt Saporischschja auf. Schon als Teenager wollte sie als Journalistin arbeiten, um sich gegen Unterdrückung und für Minderheitenrechte einzusetzen. Besonders interessierte sie sich für Themen wie organisiertes Verbrechen, die Verfolgung sozialer Aktivisten und Aktivistinnen und Gerichtsreportagen.
Als freie Journalistin arbeitete sie für mehrere Medien, darunter Ukrajinska Prawda, Radio Free Europe und den Internet-TV-Sender Hromadske. Nach der russischen Invasion und Besetzung der Ostukraine 2022 fing sie an, intensiv über die Auswirkungen des Krieges auf die Zivilbevölkerung in den Konfliktgebieten zu berichten. Unter anderem schrieb sie über den Alltag der Menschen in den besetzten Gebieten und über die Folgen der russischen Belagerung von Mariupol für die Zivilbevölkerung.
Anfang März 2022 wurde sie zum ersten Mal vom russischen Militär in der ukrainischen Stadt Wassyliwka festgenommen. Sie konnte jedoch fliehen und versteckte sich während der Nacht in einem Keller. Eine Woche später wurde ihr Auto von russischen Panzern beschossen. Sie und der Fahrer konnten unverletzt entkommen, doch ihr Computer und ihre Kamera wurden gestohlen.
Am 11. März wurde Roschtschyna erneut verhaftet, als sie die Stadt Berdjansk in Richtung Mariupol verließ. Zehn Tage lang wurde sie vom russischen Geheimdienst FSB festgehalten und der Spionage beschuldigt. Erst nachdem sie unter Druck in einem Video erklärte, die russischen Streitkräfte hätten ihr Leben gerettet, wurde sie im Gefangenenaustausch gegen russische Soldaten freigelassen. Über diese Zeit ihrer Gefangenschaft schrieb sie einen Artikel für TV Hromadske. Darin berichtete sie, wie sie mit verbundenen Augen von Tschetschenen, Dagestanern und russischen Sicherheitsbeamten verhört worden war. Nach ihrer Freilassung setzte sie ihre Arbeit fort und berichtete weiterhin aus den umkämpften Gebieten.

In einem Interview mit The Daily Beast beschrieb ihr Vater Wolodymyr Roschtschyn seine Tochter als eine leidenschaftliche Journalistin, die trotz großer persönlicher Risiken ihre Arbeit auf keinen Fall aufgeben wollte:
„Für meine Tochter war der Journalismus das Wichtigste in ihrem Leben, sie war ihrem Beruf sehr zugetan. (...) Nach ihrer ersten Gefangenschaft bat ich sie, langsamer zu machen, ich sagte: ‚Viktoria, ich kann dir dein Gehalt bezahlen, nur bitte geh nicht an die Front‘, aber sie war standhaft, unaufhaltsam – sie konnte nicht aufhören, für ihre Leser über diesen Krieg in den besetzten Gebieten zu berichten.“
Später im Jahr 2022 wurde sie wegen ihrer Unerschrockenheit von der International Women's Media Foundation (IWMF) mit dem Courage in Journalism Award (Preis für Mut im Journalismus) ausgezeichnet. An der Preisverleihung in den Vereinigten Staaten nahm sie nicht teil, weil sie sich ganz auf ihre Berichterstattung konzentrieren wollte.

## Verschleppung
Im Juli 2023 reiste Roschtschyna in die besetzte Ostukraine. Ihr Ziel war es, über die Lebensumstände der Bevölkerung unter russischer Herrschaft zu berichten, insbesondere vor dem Hintergrund der illegalen Wahlen, der Zerstörung des Kachowka-Staudamms und der Bedrohung durch das von russischen Truppen besetzte und verminte Atomkraftwerk Saporischschja. Um die umkämpfte Front zu umgehen, plante sie ihre Reise über die baltischen Staaten nach Russland. Am 3. August 2023 teilte sie ihrer Familie mit, sie habe alle Grenzkontrollen passiert. Das war ihre letzte Nachricht an die Familie.
Ihre Familie wartete eine Woche lang vergeblich auf ein Lebenszeichen. Am 12. August meldete sie ihre Tochter als vermisst und erstattete am 21. September Anzeige. Die Sorge um ihr Schicksal wurde öffentlich, als die Zeitungen The Daily Beast und Ukrajinska Prawda über ihr Verschwinden berichteten. Ein halbes Jahr später erhielt ihr Vater, Wolodymyr Roschtschyn, ein Schreiben der Russischen Regierung mit Datum 17. April 2024, das die Inhaftierung seiner Tochter offiziell bestätigte. Auch das Internationale Rote Kreuz berichtete im Mai 2024 über die Inhaftierung Roschtschynas in Russland, ohne Details zu ihrem Aufenthaltsort zu nennen.
Die Europäische Union verurteilte die Festnahme der Journalistin als rechtswidrig und verlangte ihre unmittelbare Freilassung. Die IWMF gab eine Erklärung heraus, in der sie „die sofortige und bedingungslose Freilassung von Victoria Roshchyna und anderen illegal gefangenen Journalisten“ forderte. Auch die Nationale Journalistengewerkschaft der Ukraine sowie Sewhil Mussajewa, Roschtschynas Redakteurin bei der Ukrajinska Prawda, setzten sich für ihre Freilassung ein. Die russische Menschenrechtsaktivistin Swetlana Gannuschkina bat in einem Brief die Menschenrechtsbeauftragte der Russischen Föderation, Tatjana Moskalkowa, um Information über Roschtschynas Lage.

## Todesnachricht
Ein halbes Jahr nach ihrer Verschleppung erhielt die Familie die Nachricht vom Tod ihrer Tochter. In einem Schreiben vom 2. Oktober 2024 teilte das russische Verteidigungsministerium der Familie mit, Wiktorija Roschtschyna sei am 19. September 2024 gestorben, ohne eine Todesursache anzugeben. Der Leichnam werde „im Rahmen des Austauschs von Leichen von Gefangenen an die ukrainische Seite übergeben“. Am 10. Oktober 2024 gab ein Sprecher des ukrainischen Koordinationshauptquartiers für Kriegsgefangene den Tod der Journalistin offiziell bekannt.
 

Roschtschyna war acht Monate lang im Untersuchungsgefängnis Taganrog nahe der ukrainischen Grenze inhaftiert. Ein Nachrichtendienst berichtete, vor ihrer Verlegung nach Taganrog hätte man sie in der Strafkolonie Nr. 77 in Berdjansk festgehalten, beides Zentren, die im Verdacht stehen, Gefangene zu foltern. Roschtschyna sei in Taganrog von Mai bis September in Einzelhaft gewesen:
„Es wird als Hölle auf Erden bezeichnet. In Taganrog werden insbesondere Verteidiger des umkämpften Stahlwerks Asowstal in Mariupol festgehalten. Die Freigelassenen berichten von schrecklichen Folterungen.“
Von Mai bis zu ihrem Tod im September 2024 befand sich Roschtschyna Berichten zufolge in Isolationshaft. Es gab Berichte, dass sie aus Protest gegen ihre Haftbedingungen in einen Hungerstreik getreten wäre, doch Menschenrechtsaktivisten äußerten Zweifel daran und vermuteten darin einen Versuch Russlands, sich von Verantwortung freizusprechen.
Berichten zufolge stand Roschtschyna bereits auf einer Gefangenen-Austauschliste. Sie soll sich auf dem Weg ins Moskauer Lefortowo-Gefängnis befunden haben, um von dort aus in die Ukraine abgeschoben zu werden. Bei oder nach diesem Transport nach Moskau sei sie gestorben. Dass die russischen Behörden keine Todesursache mitteilten, führte zu Spekulationen über mögliche Misshandlungen.
Der ukrainische Präsident Wolodymyr Selenskyj bezeichnete Viktoria Roschtschynas Tod als „schweren Schlag“ für die Journalisten in der Ukraine. Die Europäische Union, Reporter ohne Grenzen, die IWMF und das Komitee zum Schutz von Journalisten forderten eine Untersuchung der genauen Umstände von Roschtschynas Inhaftierung und ihres Todes. Wiktorija Roschtschyna ist die 13. Journalistin, die seit der russischen Invasion im Zusammenhang mit ihrer Arbeit ums Leben kam. Etwa 30 Journalistinnen und Journalisten befinden sich derzeit in russischer Haft.

## Übergabe des Leichnams
Am 11. Oktober 2024 erklärte die ukrainische Generalstaatsanwaltschaft, dass im Todesfall Wiktorija Roschtschyna ein Strafverfahren wegen Mordes und möglicher Kriegsverbrechen eröffnet worden sei.
Am 8. November 2024 übergab Russland die Leichname von 563 ukrainischen Soldaten an die Ukraine, doch Roschtschynas Leichnam war nicht dabei. Die Charkiwer Gruppe zum Schutz der Menschenrechte (KHPG) warf Russland vor, den Leichnam von Roschtschyna zu „verstecken“. Auch andere Menschenrechtsorganisationen forderten die Rückgabe ihres Leichnams und eine unabhängige Untersuchung der Umstände ihres Todes.
Erst am 14. Februar 2025 wurde ihre stark verweste Leiche tiefgefroren mit ausgeprägten Anzeichen von Mangelernährung an die Ukraine übergeben. Laut der Veröffentlichung eines internationalen Journalistennetzwerks fehlten der Leiche einige innere Organe wie Teile des Gehirns, die Augen und ein Teil des Kehlkopfs. Ein internationaler Gerichtsmediziner erklärte, diese seien möglicherweise absichtlich entfernt worden, um Anzeichen von Erstickung oder Strangulation zu verdecken. Auch seien an der Leiche zahlreiche andere Spuren von Folter und Misshandlung gefunden worden. Laut Experten gibt es Anzeichen für eine Folter mit Elektroschock. Zudem wies der Leichnam Ermittlern zufolge Spuren einer Autopsie auf, die vor der Überführung in Russland durchgeführt wurde.

## Veröffentlichungen
- Wiktorija Roschtschyna: Тиждень у полоні окупантів. Як я вибралася з рук ФСБ, «кадирівців» і дагестанців (Ukr., übersetzt: Eine Woche in Gefangenschaft der Besatzer. Wie ich aus den Händen des FSB, Kadyrowets und Dagestanis entkam). In: Hromadske, 26 March 2022.[34]
- Elena Vardon: Women at the heart of war. In: British Journalism Review, 2022, 33. Jg., Nr. 3, S. 27–29.